# Chińskie Muzeum Lotnictwa

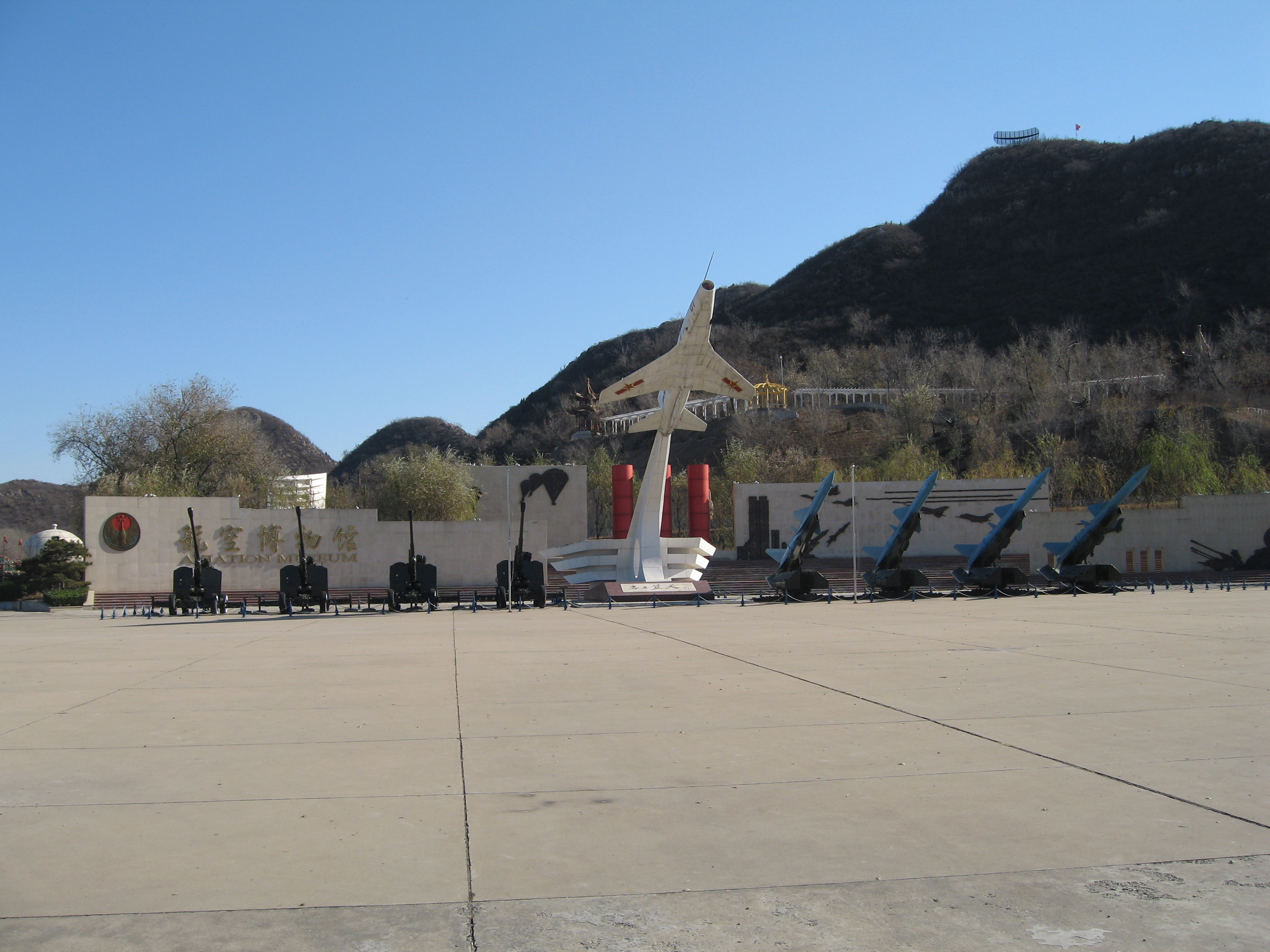
Fragment ekspozycji na wolnym powietrzu

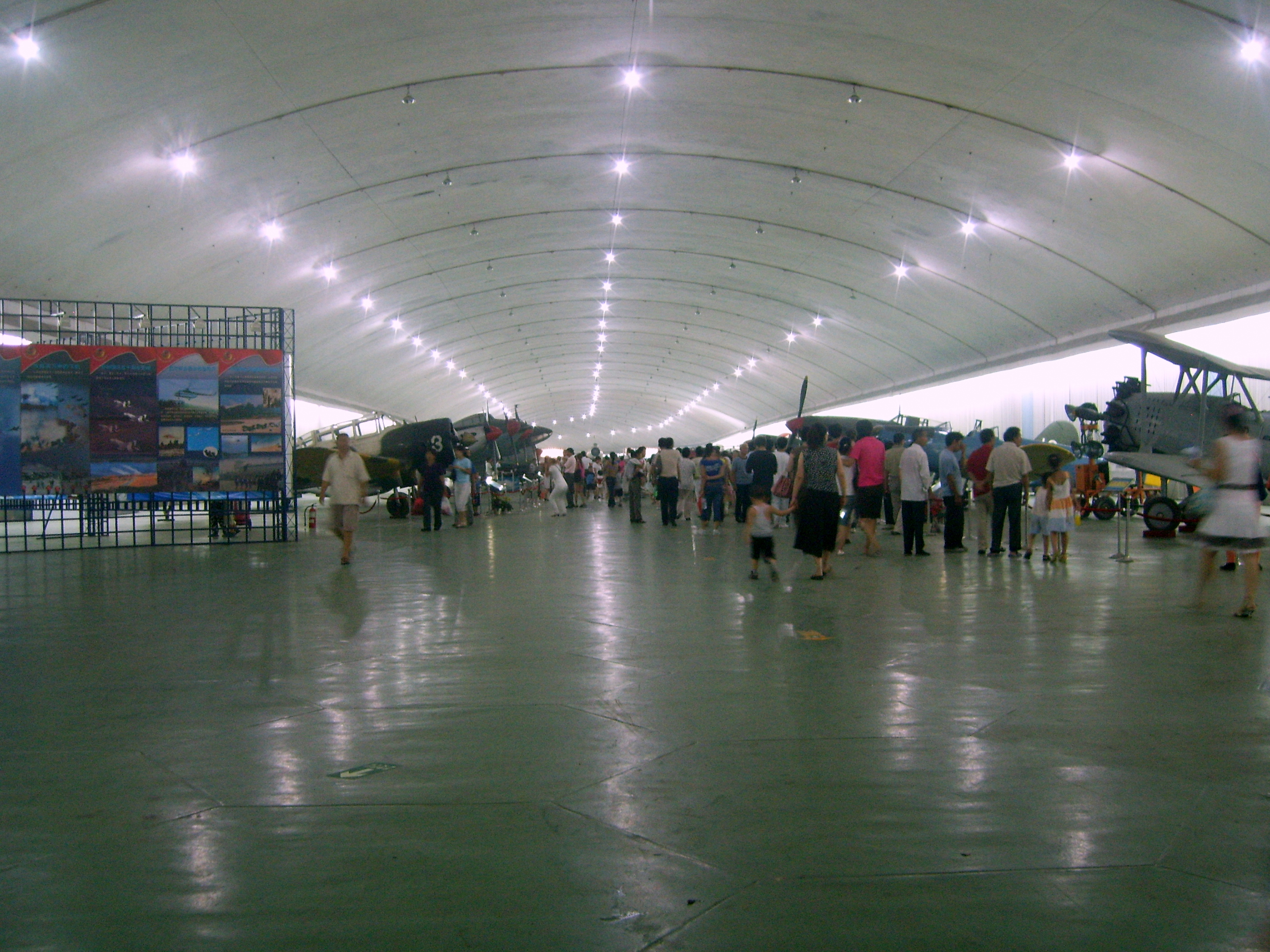
Wnętrze bunkra z prezentowanymi eksponatami

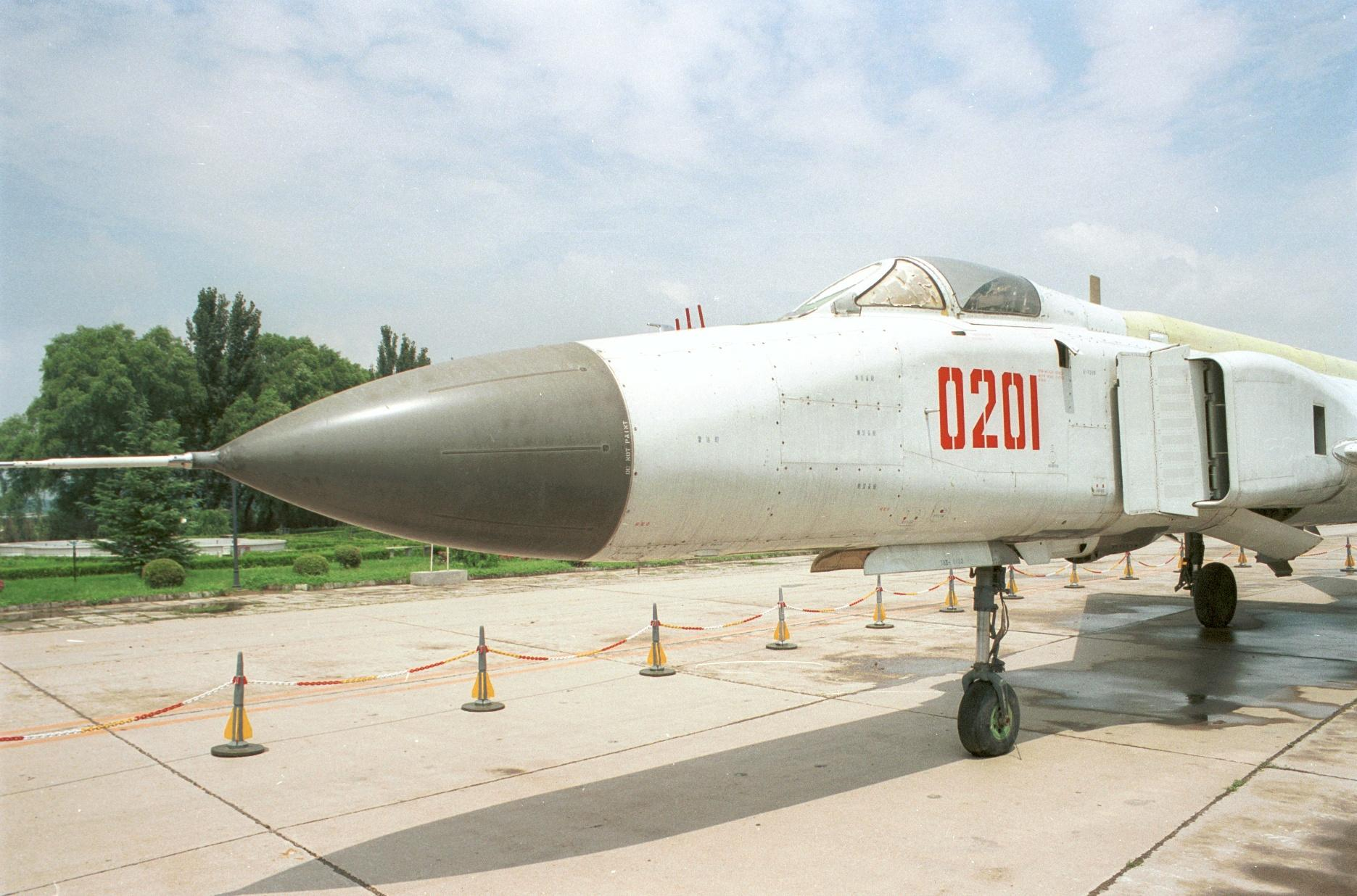
Shenyang J-8B

Chengdu J-7

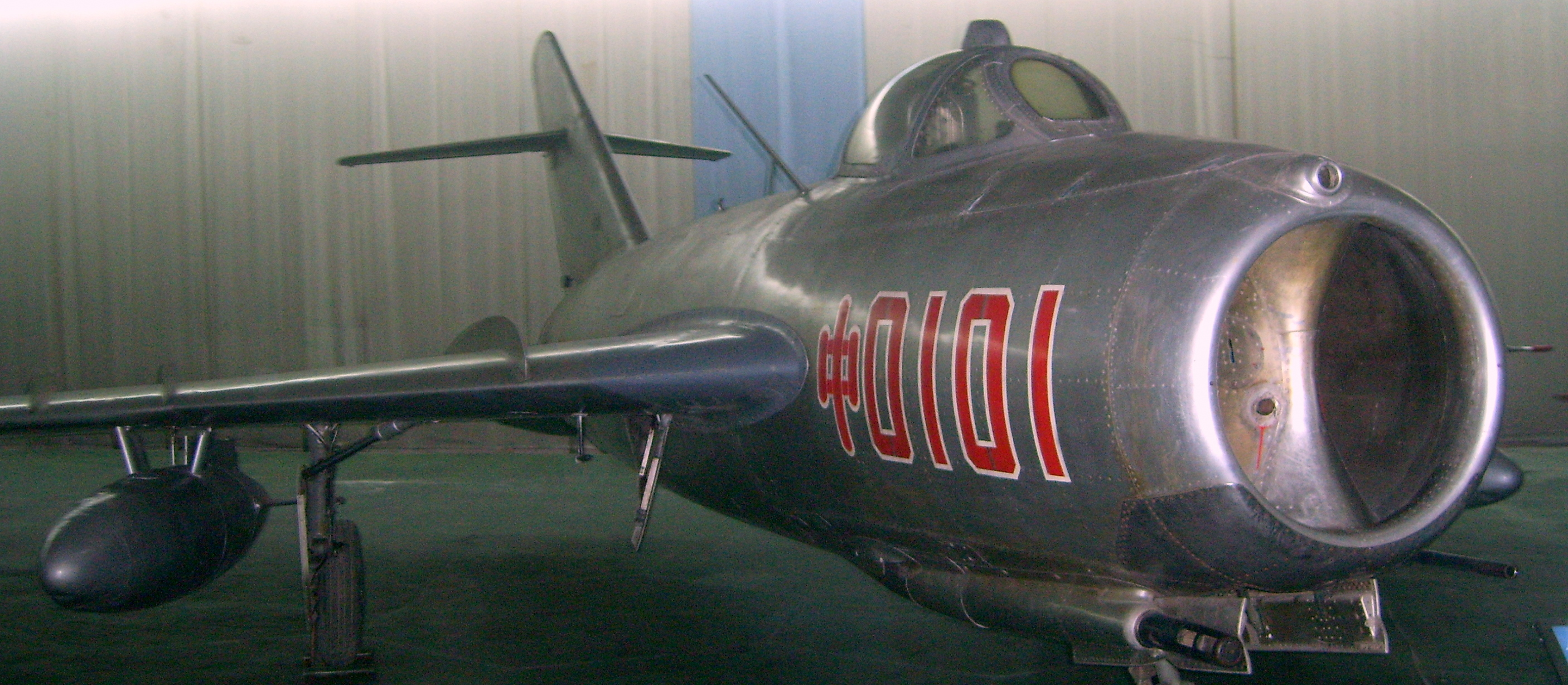
Shenyang J-5

Chińskie Muzeum Lotnictwa (chiń. upr. 中国航空博物馆; chiń. trad. 中國航空博物館; pinyin Zhōngguó Hángkōng Bówùguǎn) – muzeum lotnictwa chińskiego położone około 30 kilometrów na północ od centrum Pekinu. W muzeum prezentowane są samoloty i śmigłowce wojskowego lotnictwa Chin, uzbrojenie przeciwlotnicze, stacje radiolokacyjne oraz pociski klasy ziemia powietrze.

## Historia
Muzeum zostało otwarte 11 listopada 1989 roku w 40. rocznicę powstania wojskowego lotnictwa Chin. Eksponaty prezentowane są na wolnym powietrzu na pasach startowych i drogach kołowania oraz w wykutym w górze Datang Shan (大汤山) schronie o długości 580 metrów i szerokości 40 metrów. Pierwotnie schron oraz pasy startowe był częścią bazy lotniczej Shahe, która została zaadaptowana do pełnienia funkcji muzealnych.
Wśród eksponatów znajdują się samoloty prezentujące różne okresy z historii lotnictwa. Są maszyny z pionierskich czasów budowy samolotów, wśród nich konstrukcja pioniera chińskiego lotnictwa Feng Ru, FR-2 (Feng Ry Nr.2). Samoloty z okresu II wojny światowej, wśród nich amerykański North American P-51 Mustang, japoński samolot szkolny Tachikawa Ki-55, który wraz z innymi został przejęty przez Chińczyków w 1945 roku i używany do szkolenia pilotów do 1953 roku oraz bombowiec Kawasaki Ki-48. Interesująco prezentowany jest brytyjski De Havilland Mosquito, którego skrzydła zostały pozbawione pokrycia, aby lepiej pokazać wewnętrzną konstrukcję płata. Efektownie prezentuje się również kopia radzieckiego myśliwca I-16.
Najliczniej prezentowane są powojenne konstrukcje, radzieckie Ła-9, Ła-11, MiG-9, Jak-17. Bohaterowie wojny w Korei MiG-15 i MiG-15bis (wśród nich pokazywany jest MiG-15 bis, na którym latał biorący udział w walkach, chiński as myśliwski Wang Hai z 9 zestrzeleniami na swoim koncie) oraz będący darem Pakistanu North American F-86 Sabre. Kolejnym darem jest szkolno-treningowy Percival Provost podarowany przez rząd Zimbabwe oraz najnowszy „prezent”, Lockheed F-104 Starfighter włoskich sił powietrznych przekazany w 2001 roku. Prezentowane są również maszyny pozyskane zdecydowanie bardziej niepokojowymi metodami, zdobycze wojenne z Wietnamu Bell UH-1 Huey i North American T-28 Trojan, szczątki zestrzelonego Northrop F-5 Freedom Fighter należącego do Republiki Chińskiej, jak również pozostałości po bezzałogowym aparacie latającym Lockheed D-21, przy użyciu którego na przełomie lat 60. i 70. XX wieku amerykanie usiłowali spenetrować chiński poligon atomowy położony w pobliżu jeziora Lob-nor.
Do najciekawszych eksponatów zaliczane są powojenne samoloty chińskiej konstrukcji. Wśród nich pokazywane są miejscowe modernizacje radzieckich MiG-15, czyli samoloty J-2, J-3, JJ-2 i JJ-3. Shenyang J-5 będący zmodernizowaną kopią MiG-17. Chińskie klony MiG-19, czyli Shenyang J-6 i jego wersja rozwojowa Nanchang Q-5. Chengdu J-7 i Shenyang J-8, czyli chińska wersja radzieckiego myśliwca MiG-21.
Pokazywane są również samoloty transportowe, wśród których nie mogło zabraknąć chińskiej wersji popularnego An-2, czyli Nanchang Y-5 i jego wersji rozwojowych. Są również An-12 i An-24 oraz będące już wytworem rodzimej myśli konstruktorskiej Harbin Y-11 i Harbin Y-12. Pasażerskie Tu-124, Convair CV-240, Douglas DC-8, Ił-62, Ił-12, Ił-18, Li-2 oraz osobisty samolot przywódcy Chin Mao Zedonga, Ił-14. Amerykańskie Curtiss C-46 Commando i Douglas C-47 Skytrain.
Wśród prezentowanych samolotów bombowych wyróżnia się Tu-4. Radziecki bombowiec strategiczny będący kopią amerykańskiego bombowca Boeing B-29 Superfortress. Około 10 samolotów Tu-4 zostało podarowanych Chinom przez Józefa Stalina z okazji jego 60. urodzin. W chińskich samolotach wymieniono silniki tłokowe, zastępując je silnikami turbośmigłowymi. Jeden z eksponowanych Tu-4, oznaczony jako Shaanxi KJ-1, na kadłubie ma zamontowaną antenę i pełnił funkcję latającego stanowiska lotniczego systemu ostrzegania i kontroli. Oglądać można również bombowce Ił-28, Tu-2 oraz nadal używany w siłach powietrznych Xi’an H-6, czyli Tu-16 chińskiej produkcji. Qing-6, czyli chińska kopia radzieckiej łodzi latającej Be-6 prezentowana jest na specjalnie do tego celu wybudowanej platformie na sztucznym jeziorze.
Poza samolotami w zbiorach muzeum znajdują się również śmigłowce. Są to chińskie wersję radzieckich Mi-4, czyli Harbin Z-5 i jego wersja rozwojowa Z-6, Mi-8 oraz szturmowy Mi-24. W sumie w muzeum prezentowanych jest ponad 200 samolotów i śmigłowców oraz silników lotniczych. Do dyspozycji zwiedzających przeznaczone są również bary i restaurację oraz sklep z pamiątkami z pobytu w muzeum.